# Bruderthal
Der  Weinberg Bruderthal ist eine Weinlage im Elsass. Seit dem 17. Dezember 1992 ist die Lage Bruderthal  Teil der Alsace Grand Cru Appellation und gehört damit zu den 50 potentiell besten Lagen des Elsass. Insgesamt wurden 18,40  Hektar Rebfläche zugelassen.
Die Lage befindet sich auf dem Gebiet der Gemeinde Molsheim (wenige Kilometer westlich von Straßburg) in einer Hügelzone, die den Vogesen vorgelagert ist. Der Weinberg liegt in südöstlicher Exposition auf einer Höhe von 230 bis 300 m ü. NN. Durch die steile Hanglage unterhalb des Molsheimer Bergs wird die Gefahr von Frostschäden nach dem Austrieb der Reben im Frühjahr minimiert, weil in den Nächten entstehende Kaltluft nicht über den Weinbergen liegen bleibt, sondern zur Ebene hin abgleiten kann. Die Vogesen im Westen  bewahren das in seinem Lee gelegene Weinbaugebiet bei Südwest- oder Westwetterlagen vor zu viel Niederschlag. Daraus resultiert eine für die nördliche Lage überdurchschnittlich lange Sonnenscheindauer. Seine kalkmergelhaltigen Böden sind besonders homogen und ruhen auf einem Substrat aus Kalkstein des Erdzeitalters des oberen Muschelkalk und des Lettenkohlenkeupers. Vor allem am oberen Teil des Hangs ist der Mutterboden sehr steinig und nutzt somit die Sonnenbestrahlung des Tages gut aus, da die gespeicherte Wärme während der Nacht langsam abgegeben wird.

## Rebsorten
Die Lage und die Bodenqualität begünstigen den Anbau von Gewürztraminer (ca. 3 Hektar bestockte Rebfläche) und Pinot Gris (ca. 2 Hektar bestockte Rebfläche). In der höheren Gunst steht aber momentan der Riesling mit ca. 7 Hektar bestockter Rebfläche. Somit stehen ca. 10 Hektar der insgesamt 18,40 Hektar unter Ertrag. Prinzipiell dürfen auch die Rebsorten Muscat d’Alsace (also Muskat-Ottonel oder Muscat blanc à petits grains) angepflanzt werden. 

## Geschichte
Schon seit dem 14. Jahrhundert ist die Lage Bruderthal für seine großen Weine bekannt und berühmt. Zahlreiche Erwähnungen in den diversen Archiven, von denen die erste aus dem Jahr 1316 stammt, unterstreichen seine außergewöhnliche Klasse als Weinberg. Die Zisterziensermönche, die ihn vermutlich schon deutlich früher bebauten, gaben dieser Lage ihren Namen.